# Corsham
Corsham è una cittadina di 12 000 abitanti della contea del Wiltshire, in Inghilterra.

## Monumenti
- Corsham Court

## Amministrazione

### Gemellaggi
- Jargeau, Francia, dal 1981